# FG42

De FG42 is een wapen dat in de Tweede Wereldoorlog vooral door Duitse parachutisten werd gebruikt. Het is gemaakt voor het kaliber 7,92 x 57/ 8 x 57 IS. FG42 staat voor "Fallschirmjägergewehr 42". Dat is Duits voor parachutistengeweer uit 1942. De opdrachtgever van het geweer was Hermann Göring. Hoewel het een goed wapen was, net als vele andere Duitse wapens, is het maar in zeer kleine aantallen gemaakt. Dat is vooral vanwege de hoge kosten die de productie van het geweer met zich meebracht. Het wapen op de foto links is het eerste type, er zijn in het totaal drie types gemaakt waarvan twee heel erg op elkaar lijken. Het tweede en het derde type (FG 42/II) hebben een nagenoeg haaks geplaatste pistoolgreep en een houten kolf.

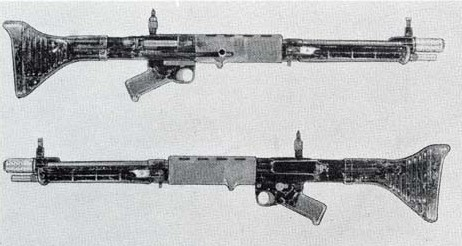
FG42

## Ontwikkeling
Tijdens de Slag om Kreta (20-29 mei 1941), moesten de Duitse parachutisten landen met alleen pistolen, pistoolmitrailleurs en handgranaten. Het Duitse parachutestelsel zorgde ervoor dat de parachutist op zijn knieën landde en dan in een voorwaartse rol terechtkwam. Daardoor was het niet mogelijk om zware wapens mee te nemen. Vaak werden er dan aparte containers gedropt, waar de wapens in zaten. Tijdens de slag om Kreta hadden de Britten, Nieuw-Zeelanders, Australiërs en Grieken het voordeel van lange afstand(machine)geweren. Hierdoor werd de situatie van de Duitse parachutisten zeer penibel, want ze moesten namelijk eerst naar de gedropte wapencontainers zien te komen. De zware verliezen van de Duitse parachutisten (zo'n 4500 man gesneuveld) zorgde er daardoor voor, dat de Duitsers het nieuwe geweer gingen ontwikkelen.
Hermann Göring, die bevelhebber van de 'Luftwaffe' was, pleitte ervoor, dat de Duitse parachutisten een automatisch wapen zouden krijgen. Door onenigheid tussen de Wehrmacht en de Luftwaffe, besloot de Luftwaffe om het wapen zelf te ontwikkelen. Dit kon, omdat de Duitse parachutisten onderdeel waren van de Luftwaffe. De zogenaamde LC-6 specificaties drongen erop aan, dat het wapen geen grotere lengte dan 100 centimeter mocht hebben en dat het wapen niet zwaarder mocht zijn dan de K98. Het kaliber was ook hetzelfde als dat van een K98. Ook moest het wapen nauwkeurig semiautomatisch en (in de functie van lichte mitrailleur) volautomatisch kunnen schieten. Het is ook een revolutionair wapen omdat het semiautomatisch met een dichte grendel werkt (dat wil zeggen, dat de patroon al in de kamer zit en de slagpen alleen nog maar naar voren hoeft te gaan bij het overhalen van de trekker), en volautomatisch met een open grendel (dat wil zeggen dat de grendel naar achteren staat en bij het overhalen van de trekker naar voren gaat, een patroon in de kamer duwt en hem meteen afvuurt). Met een dichte grendel kan je veel nauwkeuriger schieten omdat de grendel in je geweer niet eerst nog naar voren raast, en voor volautomatisch is een open grendel handiger omdat de kamer en loop dan beter afkoelen. Dit principe werd ook toegepast in de Amerikaanse lichte mitrailleur M41 Johnson.

## Gebruikers
- Nazi Duitsland: Gebruikt tijdens de tweede wereldoorlog, vooral door luchtmobiele troepen.
- Noord-Vietnam: Beperkt gebruik door Noord-Vietnamese troepen; waarschijnlijk exemplaren die tijdens de tweede wereldoorlog zijn buitgemaakt door de Sovjet-Unie.